# Walter Hardy
Walter Hardy è un personaggio immaginario dei fumetti apparso per la prima volta nel 1979 in The Amazing Spider-Man #194. È il padre di Felicia Hardy conosciuta anche come la Gatta Nera.

## Biografia del personaggio
Walter Hardy è un noto ladro che ad un certo punto è stato arrestato. Anni dopo, una ladra nota come "Gatta Nera" ruba documenti precisi nella prigione che lo detiene. Peter Parker ha anche condotto le proprie ricerche, apprendendo che Walter Hardy era stato rinchiuso nella prigione di New York negli ultimi decenni e ora è un malato terminale. In prigione, Spider-Man combatte la Gatta Nera mentre i suoi complici, Boris Korpse e Bruno Grainger, fanno esplodere il muro nella cella di prigione di Walter Hardy, le cui macerie seppelliscono Spider-Man. Con Spider-Man intrappolato dalle macerie, gli ufficiali della prigione non sono in grado di impedire a Gatta Nera, Korpse e Grainger di andarsene con Walter Hardy. A casa sua, Gatta Nera rivela di essere sua figlia, Felicia Hardy, e afferma che sua madre Lydia le ha nascosto intenzionalmente il suo passato. Walter quindi parte per trascorrere i suoi ultimi momenti con sua moglie. Dopo che la Gatta Nera è caduta nel fiume, Spider-Man si incontra con Lydia Hardy mentre piange per la morte di Walter. Nel momento in cui la Gatta Nera è in ospedale dopo lo scontro di Spider-Man con il Dottor Octopus, afferma a Peter Parker di essere stata visitata dal fantasma di Walter Hardy.

## Poteri e abilità
Il Gatto è un abile ladro e possiede un piccolo rampino che gli permette di oscillare dai palazzi come Spider-Man, anche se non altrettanto velocemente. Può anche usare il cavo di questo dispositivo come una corda tesa, un dispositivo di ridimensionamento del muro, una linea di oscillazione e/o come arma in combattimento. Il personaggio non ha poteri sovrumani, ma la sua principale abilità è una memoria fotografica.

## Altre versioni
Nell'Universo Ultimate il personaggio è conosciuto come Jack Hardy.

## Altri media

### Cartoni animati
- Spider-Man - L'Uomo Ragno (1994): il personaggio si chiama John Hardesky detto Il Gatto (The Cat) ed è doppiato in originale da John Phillip Law[4]. Negli anni '40 era un ragazzino che agiva come ladro e spia durante la seconda guerra mondiale, scoprendo la formula del siero del supersoldato creata dal dottor Abraham Erskine e la trasformazione del gracile Steve Rogers in Capitan America. Quando scoprì di lavorare per Teschio Rosso e non per il governo americano, fuggì per non rivelare la formula e venne tenuto prigioniero dallo S.H.I.E.L.D.. Molti anni dopo verrà catturato e obbligato a rivelare la formula del siero a Kingpin, il potente signore del crimine di New York, che gli presenterà anche sua figlia Felicia, trasformandola nella Gatta Nera (tradotto in Gatto Nero nel doppiaggio italiano).
- The Spectacular Spider-Man (2008): Walter Hardy appare nel penultimo episodio della seconda stagione, si scopre essere non solo un ladro di alto livello ma anche l'assassino di Ben Parker, rinchiuso in un carcere di massima sicurezza per scontare tale crimine. Scoperto il piano per la sua evasione organizzato dalla figlia Felicia (operazione che ha incontrato l'opposizione dell'Uomo Ragno), Walter tuttavia decide di rimanere nella struttura per fare ammenda dell'omicidio da lui commesso.

### Videogiochi
- Walter Hardy compare nel DLC videogioco Marvel's Spider-Man del 2018 intitolato: "La Rapina". Qui inganna l'Uomo Ragno fingendosi un agente di polizia, allo scopo di far recuperare al supereroe dei quadri da lui rubati e nascosti anni addietro.